# Curro Albaicín
Francisco Guardia Contreras, más conocido como Curro Albaicín (Granada, 22 de enero de 1948), es un cantante de flamenco español.

## Primeros años y juventud
Curro Albaicín nació y se crio en una cueva del Sacromonte granadino en el año 1948, hijo de una cantaora de flamenco y un aguador. Cuando era pequeño, entretenía a los turistas que visitaban el barrio a cambio de propinas. A los diez años de edad, le regalaron la obra Romancero Gitano de Federico García Lorca, principal inspiración para su carrera artística. Antes de iniciarse en el mundo de la música ejerció diversos oficios como electricista o chatarrero.

## Trayectoria
Comenzó su vida profesional recitando poemas de Federico García Lorca, en un momento en el que el poeta estaba aún estigmatizado en Granada a causa del régimen franquista. En una entrevista describió que recibió un disparo con un arma de fuego por parte de miembros de Fuerza Nueva. El primer álbum que publicó fue prohibido por contener poemas del poeta.
A partir del año 1972, el artista comienza a ganar fama a nivel internacional: participa en la embajada cultural española en los Juegos Olímpicos de Múnich 1972 y ofrece actuaciones y es invitado a programas de televisión en diversos países tales como Francia, Turquía, Túnez, Japón o Reino Unido. En el año 1985, con el objetivo de recuperar la zambra, reúne a artistas veteranos del sacromonte y da inicio al espectáculo Gitanos del Sacromonte, con el que actúa en la Bienal de flamenco de Sevilla y que más tarde sería incluido en la película Amor brujo de Carlos Saura.
Además, he dirigido la grabación de varios álbumes de estudio y es autor de tres obras sobre la recuperación cultural del Sacromonte, entre las cuales se encuentra Zambras de Granada y flamencos del Sacromonte, publicada en 2011. También se dedica a la promoción de figuras de etnia gitana de Granada a nivel Europeo y en Estados Unidos, la coordinación de documentales y otras obras audiovisuales sobre el flamenco y el Sacromonte; y lleva a cabo un espectáculo anual en homenaje a García Lorca.
En el año 2025, fue pregonero en el Orgullo de Granada.

## Vida personal
Curro es abiertamente gay, y ha descrito haber recibido discriminación por su orientación sexual y por ser de etnia gitana.

## Discografía
- 1976: El Curro.[13]
- 1997: Graná baila por tangos.[13]